# Stephen Dunne
Stephen Dunne (13 de enero de 1918 - 2 de septiembre de 1977) fue un actor cinematográfico estadounidense.

## Biografía
Nacido en Northampton, Massachusetts, estuvo en activo tanto en el cine como en la televisión desde 1945 a 1973. También fue conocido como Steve Dunn, Michael Dunne, Stephan Dunne y Steve Dunne.
Además trabajó en la radio, siendo su papel más conocido el del detective Sam Spade en The Adventures of Sam Spade  entre 1950 y 1951.
Entre sus trabajos para el cine y la televisión destacan sus interpretaciones en Junior Miss, The Return of October, The Crime Doctor's Diary, Professional Father (serie de TV), The Millionaire (serie de TV), Batman (serie de TV, episodios 47 y 48) y Willy Wonka and the Chocolate Factory. Su último papel para la pantalla fue en Superdad.
Falleció en 1977, a los 59 años de edad, en Los Ángeles, California.